# Gembloers
Gembloers (Frans: Gembloux, Waals: Djiblou) is een stad in de provincie Namen in België. De stad telt ruim 26.000 inwoners.

## Topografie
De naam van de plaats komt uit het Latijn: Gemblacum; in oudere teksten, soms Gemblours, een oudere Franse vorm van de naam. De Nederlandse naam 'Gembloers' is daarvan afgeleid. Tegenwoordig wordt vaak de Franstalige naam van de plaats gebruikt.

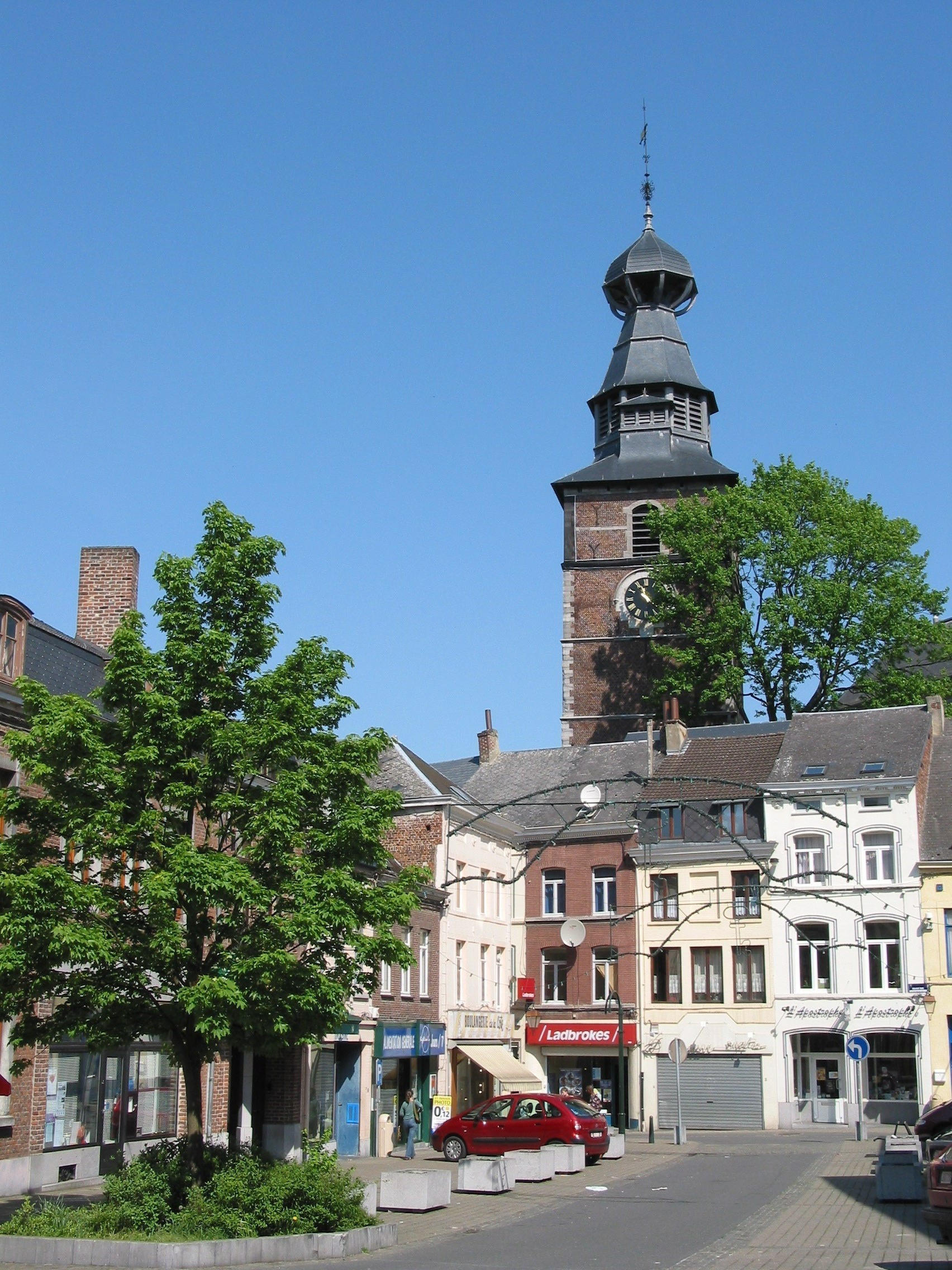
Het belfort

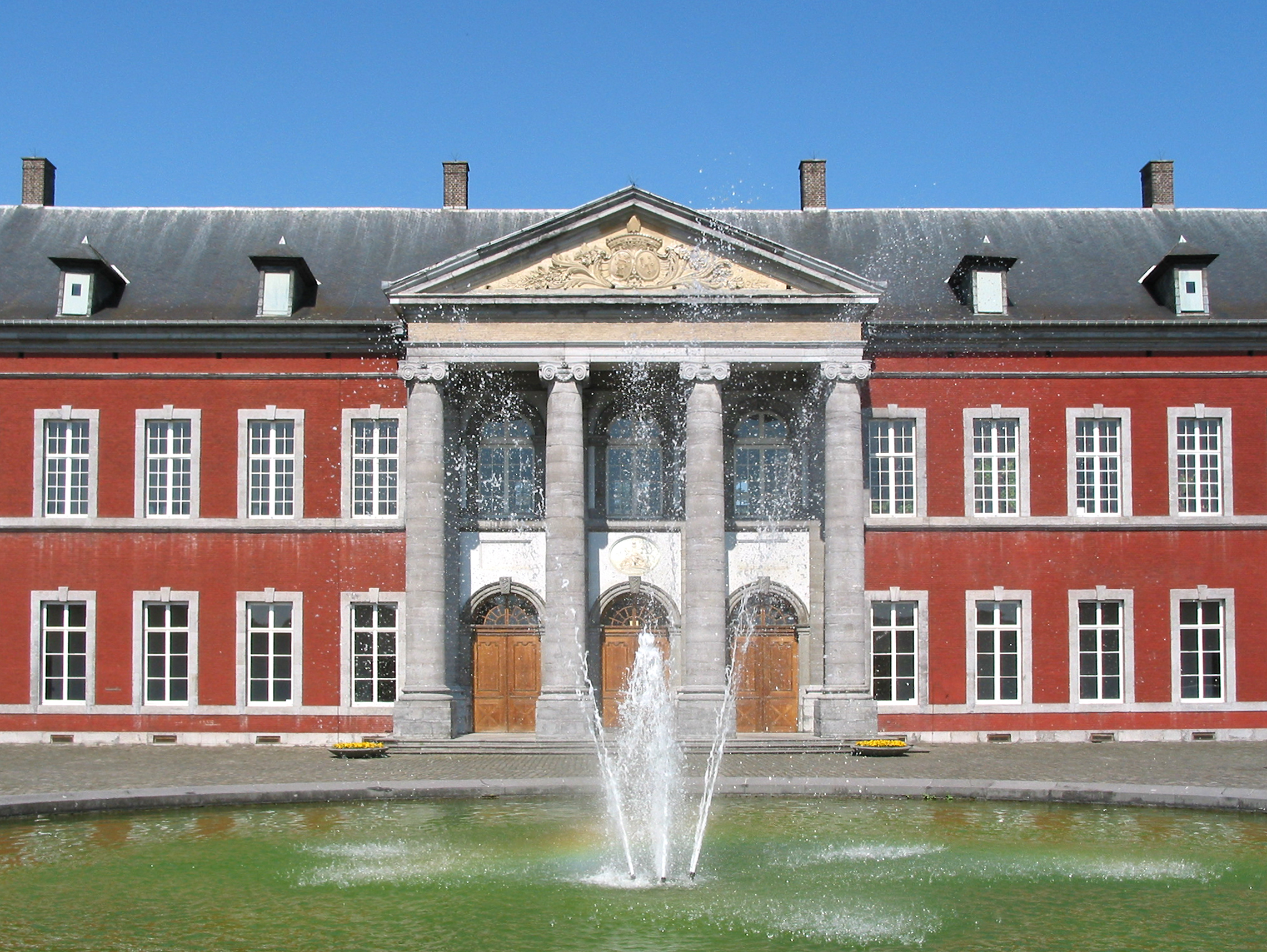
Hoofdgebouw van de oude abdij (1779), momenteel bezet door de Gembloux Agro-Bio Tech (GxABT)

## Geschiedenis
Er bestond reeds een dorp Gembloers toen eind 10e eeuw in de nabijheid een benedictijnerabdij werd gesticht door een zoon van Godfried III van Lotharingen, graaf van Holland, en Irmintrud van Ringelheim, genaamd Wichpert (of Guibertus). Daarna kreeg de abdij van hem en van zijn grootmoeder Mathilde van Ringelheim enorme en talrijke grondbezittingen in België en Frankrijk geschonken. Door zelf de zeggenschap over een abdij te houden, was dat enerzijds een methode om te ontkomen aan financiële en materiële verplichtingen die de eigenaar van grondgebied de leenheren oplegde, in dit geval keizer Otto I, van moederszijde familie van moeder Irmintrud. Anderzijds kon de zeggenschap zo in handen van de familie blijven en niet door erfopvolging in handen van rivaliserende dynastiën belanden. Erluin werd aangesteld als het eerste hoofd van de abdij Saint-Pierre de Gembloux. Op 20 september 946 verleende keizer Otto I bij charter het recht een verdedigingsmuur rondom de nederzetting te bouwen en eigen muntgeld te laten slaan.
De bisschoppen van Luik verwierven de avouerie over de abdij, terwijl lokale heren als de Villers en de Marbais rechten over de omgeving lieten gelden. Er waren molens, brouwerijen, een markt en een jaarbeurs. In 1100 werd een handelaar uit Gembloers in Engeland gesignaleerd. In 1116 werden stadsrechten verleend.
Eind 11e eeuw maakte Gembloers zich los van de Luikse invloed. Als grensstad in zuiden van het hertogdom Brabant had Gembloers soms te lijden onder aanvallen. In 1185 werd de stad verwoest door graaf Hendrik de Blinde.
In de Slag bij Gembloers, 1578, versloegen de Spanjaarden onder leiding van Don Juan van Oostenrijk het leger van de Staten-Generaal van de 17 Nederlandse provinciën, die zich na de Pacificatie van Gent hadden aaneengesloten. Valentin de Pardieu had na de nederlaag zijn positie als grootmeester van de artillerie in het leger van de Staten verlaten en zich teruggetrokken als bestuurder van Grevelingen. In 1785 trad de abt van Gembloux, hoewel hoofd van de oudste abdij van de provincie Brabant, niet als prelaat maar als eerste edelman de Staten van Brabant binnen, wat op gewoonte berustte. De kloostergemeenschap viel uiteen in de periode dat de stad te lijden had onder excessen van de Franse Revolutie.
Bij de Duitse invasie in mei 1940, aan het begin van de Tweede Wereldoorlog, lag er een zwakke schakel in de Belgische verdedigingslinie ter hoogte van Gembloers, tussen Waver en Namen. Daar bevindt zich het zogenaamde "Gat van Gembloers" zonder natuurlijke hindernissen. Het Franse Eerste Leger en het Duitse Zesde Leger hebben hier op 14 en 15 mei 1940 zwaar gevochten. De Slag om Gembloers was samen met de Slag om Hannuit een van de eerste grote veldslagen met tanks in de krijgsgeschiedenis.
De abdij huisvest nu de Gembloux Agro-Bio Tech (GxABT), een onderdeel van de Universiteit van Luik.

## Kernen

### Deelgemeenten
| #  | Naam              | Opp. (km²) | Inwoners (2020) | Inwoners per km² | NIS-code |
| -- | ----------------- | ---------- | --------------- | ---------------- | -------- |
| 1  | Gembloers         | 8,66       | 10.590          | 1.222            | 92142A0  |
| 2  | Sauvenière        | 14,02      | 2.042           | 146              | 92142A1  |
| 3  | Lonzée            | 5,46       | 1.885           | 345              | 92142A2  |
| 4  | Grand-Manil       | 6,14       | 1.858           | 303              | 92142A3  |
| 5  | Ernage            | 8,25       | 1.270           | 154              | 92142A4  |
| 6  | Grand-Leez        | 14,11      | 2.329           | 165              | 92142B   |
| 7  | Beuzet            | 7,66       | 1.345           | 176              | 92142C   |
| 8  | Isnes             | 5,08       | 896             | 177              | 92142D   |
| 9  | Bossière          | 9,20       | 1.023           | 111              | 92142E   |
| 10 | Mazy              | 5,72       | 1.138           | 199              | 92142F   |
| 11 | Bothey            | 3,31       | 435             | 131              | 92142G   |
| 12 | Corroy-le-Château | 8,86       | 1.327           | 150              | 92142H   |

### Overige kernen
Petit-Leez

## Bezienswaardigheden
- Het Belfort van Gembloers
- De Abdij van Gembloers
- De Sint-Guibertuskerk (Église Saint Guibert) is de voormalige abdijkerk van de Abdij van Gembloers en sinds 1810 een parochiekerk. Deze is van 1779 en heeft nog een 11e-eeuwse romaanse crypte.
- Het Maison du Bailli (huis van de baljuw) is 16e-eeuws met een ronde toren van 1589, gebouwd in ijzerzandsteen. Vergroot in 1937.
- Enkele restanten van de stadsommuring.
- De Moulin Staquet is een windmolenrestant. Het betreft een ronde stenen grondzeiler uit de 19e eeuw.
- De Chapelle-Dieu is een 18e-eeuwse kapel, gebouwd ter herdenking van de overwinning van Juan van Oostenrijk op de Geuzen.

## Natuur en landschap
Het enigszins verstedelijkte Gembloers ligt aan de Orneau. De hoogte aan de kerk bedraagt 154 meter.

## Demografische ontwikkeling

### Demografische evolutie voor de fusie
- Bron:NIS - Opm:1831 t/m 1970=volkstellingen op 31 december, 1976= inwonersaantal op 31 december
- 1970: Aanhechting van Ernage, Grand-Manil, Lonzée en Sauvenière op 1 jan. 1965

### Demografische ontwikkeling van de fusiegemeente
Alle historische gegevens hebben betrekking op de huidige gemeente, inclusief deelgemeenten, zoals ontstaan na de fusie van 1 januari 1977.
- Bronnen:NIS, Opm:1831 tot en met 1981=volkstellingen; 1990 en later= inwonertal op 1 januari

| Inwoners van jaar tot jaar op 1 januari 1992 tot heden | Inwoners van jaar tot jaar op 1 januari 1992 tot heden | Inwoners van jaar tot jaar op 1 januari 1992 tot heden |
| jaar                                                   | Aantal                                                 | Evolutie: 1992=index 100                               |
| ------------------------------------------------------ | ------------------------------------------------------ | ------------------------------------------------------ |
| 1992                                                   | 19.249                                                 | 100,0                                                  |
| 1993                                                   | 19.550                                                 | 101,6                                                  |
| 1994                                                   | 19.870                                                 | 103,2                                                  |
| 1995                                                   | 20.128                                                 | 104,6                                                  |
| 1996                                                   | 20.192                                                 | 104,9                                                  |
| 1997                                                   | 20.077                                                 | 104,3                                                  |
| 1998                                                   | 20.266                                                 | 105,3                                                  |
| 1999                                                   | 20.294                                                 | 105,4                                                  |
| 2000                                                   | 20.484                                                 | 106,4                                                  |
| 2001                                                   | 20.652                                                 | 107,3                                                  |
| 2002                                                   | 20.899                                                 | 108,6                                                  |
| 2003                                                   | 21.160                                                 | 109,9                                                  |
| 2004                                                   | 21.417                                                 | 111,3                                                  |
| 2005                                                   | 21.661                                                 | 112,5                                                  |
| 2006                                                   | 21.964                                                 | 114,1                                                  |
| 2007                                                   | 22.074                                                 | 114,7                                                  |
| 2008                                                   | 22.412                                                 | 116,4                                                  |
| 2009                                                   | 22.779                                                 | 118,3                                                  |
| 2010                                                   | 23.206                                                 | 120,6                                                  |
| 2011                                                   | 23.705                                                 | 123,1                                                  |
| 2012                                                   | 24.153                                                 | 125,5                                                  |
| 2013                                                   | 24.451                                                 | 127,0                                                  |
| 2014                                                   | 24.996                                                 | 129,9                                                  |
| 2015                                                   | 25.181                                                 | 130,8                                                  |
| 2016                                                   | 25.528                                                 | 132,6                                                  |
| 2017                                                   | 25.763                                                 | 133,8                                                  |
| 2018                                                   | 25.933                                                 | 134,7                                                  |
| 2019                                                   | 26.014                                                 | 135,1                                                  |
| 2020                                                   | 26.141                                                 | 135,8                                                  |
| 2021                                                   | 26.239                                                 | 136,3                                                  |
| 2022                                                   | 26.330                                                 | 136,8                                                  |
| 2023                                                   | 26.517                                                 | 137,8                                                  |
| 2024                                                   | 26.496                                                 | 137,6                                                  |
| 2025                                                   | 26.550                                                 | 137,9                                                  |

## Politiek

### Resultaten gemeenteraadsverkiezingen sinds 1976
| Partij               | Partij                    | 10-10-1976 | 10-10-1976 | 10-10-1982 | 10-10-1982 | 9-10-1988 | 9-10-1988 | 9-10-1994 | 9-10-1994 | 8-10-2000 | 8-10-2000 | 8-10-2006 | 8-10-2006 | 14-10-2012 | 14-10-2012 | 14-10-2018 | 14-10-2018 | 13-10-2024 | 13-10-2024 |
| Stemmen / Zetels     | Stemmen / Zetels          | %          | 25         | %          | 25         | %         | 25        | %         | 25        | %         | 27        | %         | 27        | %          | 27         | %          | 29         | %          | 29         |
| -------------------- | ------------------------- | ---------- | ---------- | ---------- | ---------- | --------- | --------- | --------- | --------- | --------- | --------- | --------- | --------- | ---------- | ---------- | ---------- | ---------- | ---------- | ---------- |
|                      | PSC1 / B.A.I.L.L.I.2      | 49,141     | 14         | 42,171     | 12         | 35,01     | 9         | 36,711    | 10        | 37,522    | 12        | 36,792    | 11        | 36,812     | 11         | 40,412     | 13         | 43,712     | 14         |
|                      | PS1 / BeffroiA / ProGrès2 | 25,041     | 6          | 27,821     | 7          | 30,411    | 8         | 27,241    | 7         | 25,451    | 7         | 40,41A    | 12        | 18,81      | 5          | 13,511     | 4          | 13,142     | 3          |
|                      | PRL1 / BeffroiA / MR2     | 16,851     | 4          | 22,661     | 5          | 28,771    | 8         | 25,671    | 7         | 22,991    | 6         | 40,41A    | 12        | 28,562     | 8          | 17,812     | 5          | 23,122     | 7          |
|                      | ECOLO                     | -          |            | -          |            | 5,81      | 0         | 7,13      | 1         | 10,45     | 2         | 15,98     | 4         | 13,65      | 3          | 21,47      | 6          | 16,68      | 5          |
|                      | DéFI                      | -          |            | -          |            | -         |           | -         |           | -         |           | -         |           | -          |            | 6,80       | 1          | 3,35       | 0          |
|                      | VA                        | -          |            | 7,35       | 1          | -         |           | -         |           | -         |           | -         |           | -          |            | -          |            | -          |            |
|                      | RW                        | 7,94       | 1          | -          |            | -         |           | -         |           | -         |           | -         |           | -          |            | -          |            | -          |            |
| Anderen(*)           | Anderen(*)                | 1,03       | 0          | -          |            | -         |           | 3,25      | 0         | 3,58      | 0         | 6,81      | 0         | 2,19       | 0          | -          |            | -          |            |
| Totaal stemmen       | Totaal stemmen            | 11714      | 11714      | 12344      | 12344      | 12801     | 12801     | 13591     | 13591     | 13962     | 13962     | 15032     | 15032     | 16139      | 16139      | 17471      | 17471      | 17652      | 17652      |
| Opkomst %            | Opkomst %                 |            |            |            |            | 93,92     | 93,92     | 93,35     | 93,35     | 91,98     | 91,98     | 92,54     | 92,54     | 89,59      | 89,59      | 90,24      | 90,24      | 89,06      | 89,06      |
| Blanco en ongeldig % | Blanco en ongeldig %      | 2,56       | 2,56       | 4,4        | 4,4        | 4,35      | 4,35      | 3,79      | 3,79      | 5,37      | 5,37      | 5,96      | 5,96      | 5,16       | 5,16       | 5,82       | 5,82       | 6,20       | 6,20       |

(*) 1976: PCB (1,03%) / 1994: FN (2,78%), PTB (0,47%) / 2000: M.I.C. (2,97%), PC (0,61%) / 2006: Alternative (2,7%), ORNEAU (4,11%) / 2012: IC (2,19%). De gevormde meerderheidscoalitie wordt vet aangegeven. De grootste partij is in kleur.

## Automerk uit Gembloers
Het bekendste Belgische automerk, het sportwagenmerk Gillet, is in Gembloers gevestigd. Het bedrijf importeert ook het Nederlandse sportwagenmerk Donkervoort.

## Geboren in Gembloers
- Paul Michot (1902-1999), senator en hoogleraar
- William Cliff (1940), dichter
- Jo Lemaire (1956), zangeres
- Louis Patris (2001), voetballer

## Nabijgelegen kernen
Grand-Manil, Cortil, Ernage, Sauvenière, Lonzée, Bossière